# Finn Kydland
Finn Erling Kydland (n. 1 decembrie 1943, Ålgård, Rogaland, Norvegia) este un economist norvegian, laureat al Premiului Nobel pentru economie în anul 2004.